# Rockhampton
Rockhampton is een stad in Queensland, Australië. Rockhampton is de grootste stadskern in Centraal Queensland. Tijdens de telling van 2009 van het Rockhampton Statistical Subdivision was de populatie 76.729. Rockhampton wordt gezien als de onofficiële hoofdstad van centraal Queensland omdat er zich een groot aantal regerings-, gemeente- en administratieve kantoren bevindt.
In Rockhampton schijnt de zon gemiddeld meer dan 300 dagen per jaar. Hierom worden er het hele jaar door toeristenactiviteiten georganiseerd. Populaire attracties zijn onder andere het 'Rock Pool Waterpark', de Riverbank Parklands, de Capricorn Coast, een Emoe Park en Great Keppel Island.

## Geschiedenis
Rockhampton is ontstaan langs de rivieroever. Het gebied behoorde oorspronkelijk aan de Darumbal Aboriginals.
In 1853 begon de Europese tijd van het gebied. De broers Charles en William Archer waren op zoek naar graasland voor hun vee. Ze gingen naar het gebied dat Ludwig Leichhardt en Thomas Mitchell tijdens hun expedities in 1844 en 1846 geschikt hadden bevonden als graasland.
In januari 1854 benoemde de regering van New South Wales twee nieuwe districten, namelijk Port Curtis en Leichhardt. In 1855 begonnen mensen zich te vestigen in het gebied.
De rivier de Fitzroy zorgde ervoor dat goederen aan- en afgevoerd konden worden. De nederzetting breidde zich uit langs de rivieroevers vlak bij een rotsformatie in de rivier. Deze rotsen werden gecombineerd met de traditionele Engelse naam voor dorp. Dit zorgde voor de naam "Rockhampton" in 1856, het werd echter pas officieel op 25 oktober 1858.
Zoals veel andere Australische steden bloeide de economie van Rockhampton op na de ontdekking van goud. De oude hutjes en tentjes werden langzaam vervangen door meer substantiële gebouwen. Het oude gedeelte van Quay Street bestaat nog steeds voor een deel uit deze historische gebouwen. Het belangrijkste gebouw hiervan is het zandstenen grenskantoor (1900), waarin tegenwoordig een informatiecentrum gevestigd is. Andere belangrijke negentiende-eeuwse gebouwen zijn het postkantoor (1892), het gerechtsgebouw (1888) en de St Joseph's Kathedraal (1892).
In 1902 kreeg Rockhampton stadsrechten.
Op 16 juni 1909 kreeg Rockhampton een tramlijn. In die tijd was dit op Brisbane na de enige stad met een tram. De stoomtrams reden verschillende routes door Rockhampton, in totaal lag er zo'n 10 km spoor. Het ongemak dat stoomtrams in een tropisch klimaat brengen leidde tot de ondergang in 1939; daarna kreeg Rockhampton een busdienst. Er rijdt echter soms nog een museumstoomtram vanuit het spoorwegmuseum.
Tijdens de Tweede Wereldoorlog werd er een Amerikaanse legerbasis gestationeerd aan de buitenkant van de stad. Daar bevonden zich meer dan 70.000 militairen.
De dam in de Fitzroy-rivier werd in 1971 in werking gesteld. Deze dam heeft een capaciteit van 81.300 megaliter en stuwt een meer van zo'n 60 kilometer lang. De dam werd betaald door het stadsbestuur en was bedoeld om te zorgen voor een betrouwbare watervoorziening om droogte in de stad te voorkomen.
In januari 2011 werd de stad getroffen door een watersnood. Gebouwen werden gesloten, straten stonden blank en de bewoners werden geëvacueerd.

## Geografie
De stad ligt op oevers van de Fitzroy Rivier, ongeveer 40 kilometer van de riviermond. De Berserker Range ligt aan de oostkant van de stad en de Athelstane Range aan de westkant. De kuststrook aan de oostkant van de stad is de Capricorn Coast, met het snelgroeiende dorp Yeppoon in het centrum.

## Economie
Rockhampton staat er om bekend dat het de rundvleeshoofdstad van Australië is. Weinig mensen realiseren zich echter dat de stad nog meer te bieden heeft. Het is bijna onmogelijk om het feit te missen dat het rundvlees een groot deel van Rockhamtons bestaansrecht en economie uitmaakt. Op de Bruce Highway en aan de in- en uitgang van de stad wordt men er al aan herinnerd door de standbeelden van Santa Gertrudis, Brahman, Braford en Droughtmaster bulls.
De roerige industrie is vooral te danken aan de mijnen. Deze stimuleerden de lokale fabrieken en dienstenleveranciers. Productie is tegenwoordig de grootste en snelgroeiende tak van de industrie met een inkomen van zo’n $ 1480 miljoen. Dit wordt gevolgd door de detailhandel en de zorg.
Het houden van vee is nog steeds een belangrijke industrie in centraal Queensland. Twee grote slachthuizen zijn gevestigd in het gebied rond Rockhampton. Door de droogte en economische omstandigheden is een van deze faciliteiten een aantal keer gesloten geweest de afgelopen jaren. De Gracemere Saleyards, een van de grootste veemarkten van het land ligt aan de westkant van de stad.
Queensland Rail is een grote bron van werkgelegenheid in de stad. Het is het knooppunt voor de trein tussen de noordkust en de kolenmijnen in het westen. Enorme kolentreinen rijden regelmatig van het westen naar Gladstone in het zuiden. De 1440 megawatt Stanwell kolencentrale ligt 30 kilometer naar het westen.
De nabijheid van Rockhampton's vliegveld, basis van verschillende grote logistieke dienstverleners en de grootste poort naar de oostkust van Australië, draagt bij aan grote projecten met betrekking tot de infrastructuur in de hele regio.
Toerisme speelt een steeds grotere rol in de ontwikkeling van de city en het gebied eromheen. De stad ligt op een comfortabele afstand ten noorden van Brisbane om te dienen als overnachtingsplaats voor toeristen op doorreis. Uiteraard pakken deze toeristen ook de lokale attracties mee. Daarnaast ligt de Capricorn Coast op zo’n 30 minuten rijden van Rockhampton en is Great Keppel Island van daaruit makkelijk te bereiken.
Ten noorden van de stad ligt het Shoalwater Bay trainingsgebied voor militairen. Hier kunnen grootschalige grond- en luchtoperaties geoefend worden. Een afdeling van het Singaporaanse leger is er sinds 1995 ook gevestigd.

## Klimaat
Rockhampton ligt in de tropen. Dit zorgt vaak voor extreme warmte in de zomer. De nabijgelegen bergen verergeren dit effect: de warmte en vochtigheid kunnen zich niet verplaatsen. 's Winters zijn de temperaturen milder.
De hoogst gemeten officiële temperatuur in Rockhampton was 45,3 graden Celsius.

## Attracties
De kunstgalerij van Rockhampton bevat hoofdzakelijk werk van Australische artiesten van de jaren 40 tot de jaren zeventig.
De Rockhampton Botanic Gardens zijn opgericht in 1869 en liggen in het zuiden van Rockhampton. Allerlei soorten palmen, varens en andere planten zijn er te vinden. Sommige zijn zelfs meer dan 100 jaar oud.
De dierentuin van Rockhampton ligt tussen de Botanic Gardens en het Murray meer. Allerlei dieren en vogels zijn er te vinden, zoals koala's, chimpansees, krokodillen, kangoeroes en de zeldzame Cassowary.
Het Dreamtime Cultural Centre is het grootste culturele centrum in Australië van ongeveer 12 hectare groot. Hier zijn inheemse planten, bomen en watervallen te vinden. De meest interessante delen van het centrum zijn het Torres Straight Islander Village, didgeridoo spelers, Djarn Djarn dansers en boemerang gooien.

## Verkeer en vervoer
De Archer Park Steam Tram Museum omvat de ontwikkeling en geschiedenis van railvervoersystemen vervoer in de grote centrale Queensland stad Rockhampton en is gevestigd in het 100 jaar oude Archer Park station aan de Denison Street, zuidzijde van de stad. Het museum vertelt het verhaal van Archer Park Station (gebouwd in 1899) en de unieke Purrey Stoomtram, door middel van foto's, soundscapes en object-gebaseerde tentoonstellingen. De trein rijdt van Rockhampton naar Cairns door Denison Street, voor een deel zonder vrije baan in het midden van de staat en een ander deel aan de zijkant van de straat.

## Gezondheid
Het Rockhampton Base ziekenhuis ligt zo'n 4 km van het centrum, en is het belangrijkste ziekenhuis van centraal Queensland. Het kleinere Hillcrest Particuliere Ziekenhuis en het Particulier Ziekenhuis zijn vlakbij. De Australische Rode Kruis Bloed Service ligt tegenover het Base ziekenhuis.
Rockhampton is een basis voor de Royal Flying Doctors Service en de reddingshelikopter die voor verschillende ziekenhuizen vliegt en helpt bij noodevacuaties in afgelegen gebieden in de regio.

## Geboren
- Rod Laver (1938), tennisser
- Kevin Johnson (1942), singer-songwriter
- Mark Knowles (1984), hockeyer

Hoofdstad: Brisbane

Steden: Bundaberg · 
Cairns · 
Caloundra · 
Charters Towers · 
Gladstone · 
Gold Coast · 
Hervey Bay · 
Ipswich · 
Logan · 
Mackay · 
Maryborough · 
Mount Isa · 
Rockhampton · 
Thuringowa · 
Toowoomba · 
Townsville